# Katharine Burdekin
Katharine Burdekin, nata Katharine Penelope Cade (Spondon, 23 luglio 1896 – Suffolk, 10 agosto 1963), è stata una romanziera britannica di romanzi speculativi riguardanti questioni sociali e spirituali.
Molti dei suoi romanzi potrebbero essere classificati come narrativa utopica/distopica femminista. Scrisse anche col nome di Kay Burdekin e con lo pseudonimo di Murray Constantine. Daphne Patai ha svelato la vera identità di "Murray Constantine" mentre faceva ricerche sulla narrativa utopica e distopica a metà degli anni ottanta.

## Biografia
Katharine Burdekin nacque a Spondon, nel Derbyshire, nel 1896, ultima di quattro figli di Charles Cade. La sua famiglia aveva vissuto a Derby per molti anni e Joseph Wright di Derby era uno dei suoi antenati. Venne istruita da una governante a casa loro, The Homestead, e più tardi, al Cheltenham Ladies' College. Molto intelligente e avida lettrice, voleva studiare a Oxford come i suoi fratelli, ma i suoi genitori non lo permisero. Sposò il vogatore olimpico e avvocato Beaufort Burdekin nel 1915, conosciuto durante la prima guerra mondiale in un ospedale militare dove lei lavorava e lui era stato ricoverato, ferito; da questo matrimonio nacquero due figlie, nel 1917 e 1920. La famiglia si trasferì in Australia, dove Katharine Burdekin iniziò a scrivere. Il suo primo romanzo, Anna Colquhoun, fu pubblicato nel 1922. Il suo matrimonio finì nello stesso anno e la scrittrice fece ritorno in Inghilterra per abitare con sua sorella Rowena Cade - fondatrice del Minack Theatre -  a Minack Head, nella baia di Porthcurno in Cornovaglia. Nel 1926 incontrò una donna con la quale instaurò una relazione permanente.

### Carriera letteraria

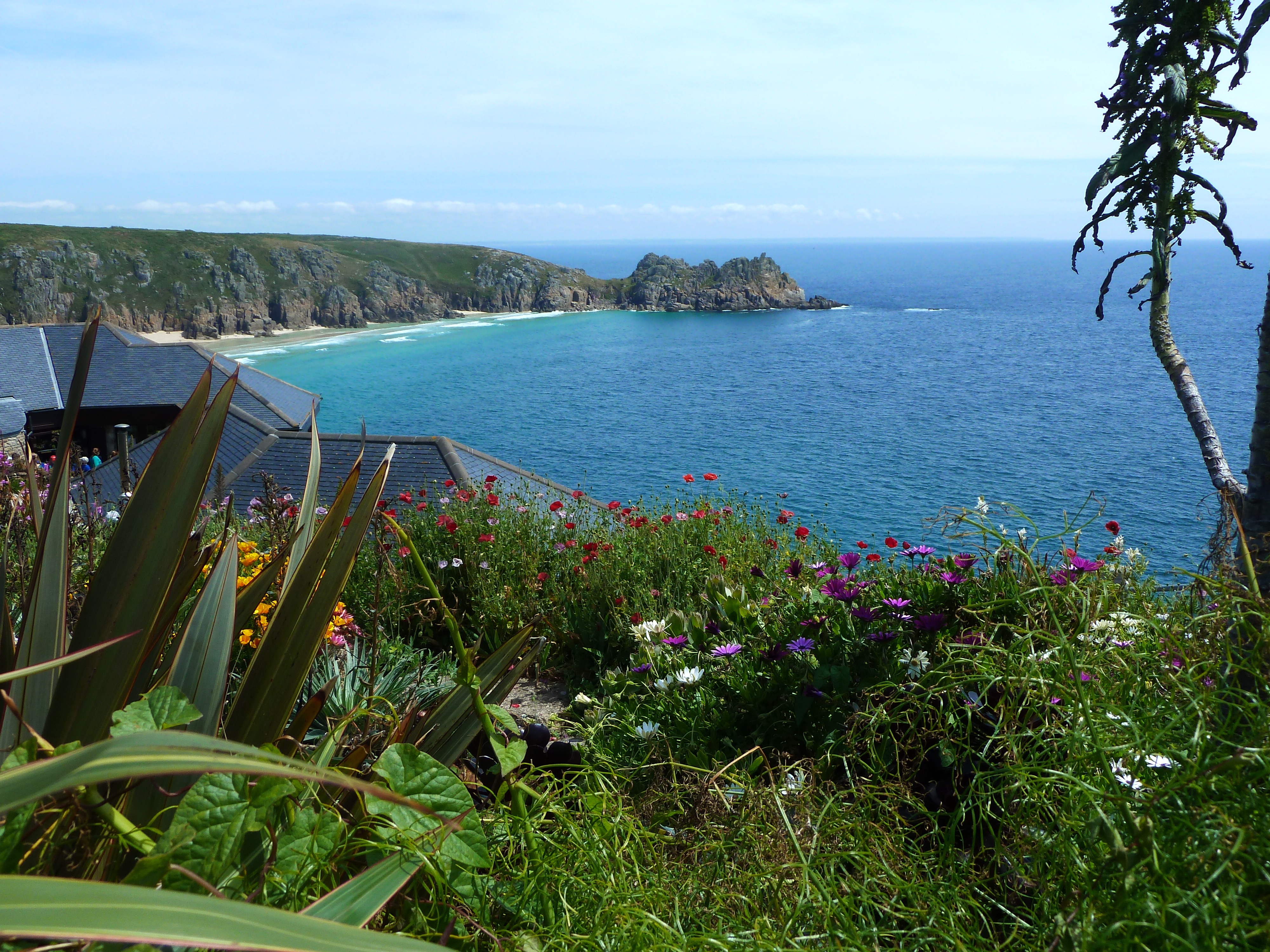
Una veduta vicino a Minack Head, dove Burdekin viveva con la sua compagna, sua madre e sua sorella

Burdekin scrisse diversi romanzi negli anni venti, ma in seguito considerò The Rebel Passion (1929), il suo terzo romanzo pubblicato, come la sua prima opera matura. Sia The Burning Ring sia The Rebel Passion sono opere immaginative sui viaggi nel tempo. Negli anni trenta scrisse tredici romanzi, sei dei quali trovarono una pubblicazione. La sua partner descrive come le ampie letture di Burdekin precedessero un periodo di quiete per alcuni giorni; sembrava poi che si abbandonasse alla scrittura, scrivendo in modo concentrato fino ad avere completato dell'opera. Non sembrava pianificare e ogni libro veniva completato entro sei settimane.
Nel 1934 Katharine Burdekin iniziò a usare lo pseudonimo di Murray Constantine. La natura politica e il forte antifascismo dei suoi romanzi le suggerirono presumibilmente di adottare uno pseudonimo nel tentativo di proteggere la sua famiglia dal rischio di ripercussioni e attacchi. La vera identità di "Murray Constantine" divenne nota solo molto tempo dopo la morte di Burdekin, a metà degli anni ottanta.
Il romanzo Proud Man (1934) sfrutta l'arrivo di un visitatore ermafrodito dal futuro per criticare i ruoli di genere degli anni trenta. Pubblicato nello stesso anno, The Devil, Poor Devil! è una fantasia satirica su come il potere del diavolo sia minato dal razionalismo moderno.
Il romanzo più famoso di Burdekin, La notte della svastica (Swastika Night), fu pubblicato nel 1937 con lo pseudonimo di Murray Constantine e ristampato nel 1985 in Inghilterra e negli Stati Uniti. Riflettendo l'analisi di Burdekin dell'elemento maschile nell'ideologia fascista, La notte della svastica descrive un futuro in cui il mondo è stato diviso tra due potenze militariste, i nazisti e i giapponesi. Ambientata centinaia di anni nel futuro, questa distopia immagina un Reich nazista sterile e morente, in cui gli ebrei sono stati estirpati da tempo, i cristiani sono emarginati e Hitler è venerato come un dio. Prevale un "culto della mascolinità" e si è verificata una "riduzione delle donne": private di ogni diritto, le donne sono tenute nei campi di concentramento e il loro unico valore risiede nei loro ruolo riproduttivo. La notte della svastica è stata descritta come una "critica femminista pionieristica". Il romanzo ha sorprendenti somiglianze col 1984 di Orwell, pubblicato oltre un decennio dopo: il passato è stato distrutto e la storia è stata riscritta, il linguaggio è distorto, sopravvivono pochi libri a parte la propaganda e l'unico testimone del passato è un libro segreto. La notte della svastica fu selezionato dal Left Book Club nel 1940, tra le poche opere di narrativa premiate in questo modo. Burdekin ha anticipato l'Olocausto e ha compreso i pericoli presentati da un Giappone militarizzato, mentre la maggior parte delle persone nella sua società stava ancora sostenendo una politica di pacificazione. Da pacifista dedita agli ideali comunisti, Burdekin abbandonò il pacifismo nel 1938 convinta che il fascismo dovesse essere combattuto. 
Burdekin sperimentò un periodo di depressione nel 1938. La sua amica Margaret L. Goldsmith cercò di aiutarla fornendole il proprio materiale di ricerca su Maria Antonietta. Il risultato fu un romanzo storico, Venus in Scorpio, pubblicato assieme da Goldsmith e Burdekin (come "Murray Constantine").
Burdekin scrisse altri sei romanzi dopo la fine della seconda guerra mondiale, ma nessuno fu pubblicato durante la sua vita. Questi romanzi riflettono anche i suoi impegni femministi, che però presero via via una direzione sempre più spirituale. Uno dei manoscritti inediti di Burdekin, The End of This Day's Business, venne pubblicato da The Feminist Press a New York nel 1989; si tratta di un contraltare de La notte della svastica dove immagina un lontano futuro in cui le donne governano e gli uomini sono privati di ogni potere. Anche questa visione fu soggetta alla critica di Burdekin, che era scarsamente tollerante con ciò che chiamava "inversione del privilegio" e aspirava a un futuro in cui il concetto di dominio stesso sarebbe stato finalmente superato. 
Scrisse diversi libri per bambini, tra cui The Children's Country (inizialmente intitolato St John's Eve prima di essere pubblicato negli Stati Uniti). Il libro descrive un ragazzo e una ragazza che entrano in un mondo magico in cui i bambini sono più potenti degli adulti.
Katharine Burdekin morì nel 1963 nel Suffolk. 
Con il crescente interesse per la narrativa utopica femminile tra la fine del Novecento e il Duemila, la sua opera è stato oggetto di notevole attenzione da parte degli studiosi. La maggior parte delle prime informazioni sulla sua vita provengono dalle ricerche di Daphne Patai.

## Opere
- Anna Colquhoun, 1922.[3]
- The Reasonable Hope, 1924.
- The Burning Ring, 1927.
- The Children's Country, 1929 (sotto il nome di Kay Burdekin).
- The Rebel Passion, 1929.
- Quiet Ways, 1930.
- The Devil, Poor Devil,1934 (come Murray Constantine).
- Proud Man, 1934 (come Murray Constantine; ristampato con il suo vero nome nel 1993).
- La notte della svastica (Swastika Night, 1937, come Murray Constantine; ristampato con il suo vero nome nel 1985), traduzione di Daniela Della Bona, I Grandi, Editori Riuniti, 1993; Sellerio, 2020.
- Venus in Scorpio, 1940 (come Murray Constantine, con Margaret Goldsmith).[9]
- The End of This Day's Business, 1989.[9]